# Gondokoro
Gondokoro  és una ciutat al sud del Sudan a la regió central de l'Equador, a uns deu quilòmetres al nord-est de la ciutat estratègica de Juba.
El 1874 el Charles George Gordon li va prendre la ciutat a Mehmet Ali a favor d'Egipte, obrint així les portes al domini d'Egipte sobre tot el Sudan.